# Горшина
Горшина — річка в Україні, у Хотинському районі Чернівецької області. Права притока Рингача (басейн Дунаю).

## Опис
Довжина річки приблизно 2,1 км.

## Розташування
Бере початок на західній околиці Санківців, тече через нього на південний схід. Впадає у річку Рингач, ліву притоку Прута.